# Tronc sympathique
 (août 2014).
Pour les articles homonymes, voir tronc et sympathique.

Le tronc sympathique (ou chaîne sympathique, ou ganglions paravertébraux) est un élément du système nerveux périphérique de l'Homme. C'est une chaîne de ganglions reliés par des cordons nerveux. Il en existe deux, situés de chaque côté du rachis, allant du cou au pelvis, et reliés entre eux au niveau de leur extrémité inférieure par un ganglion commun, situé sur la ligne médiane. Le tronc sympathique fait partie du système nerveux autonome et contient des neurones sympathiques. Il joue ainsi un rôle dans le fonctionnement des viscères, de la peau et des vaisseaux sanguins.

## Anatomie

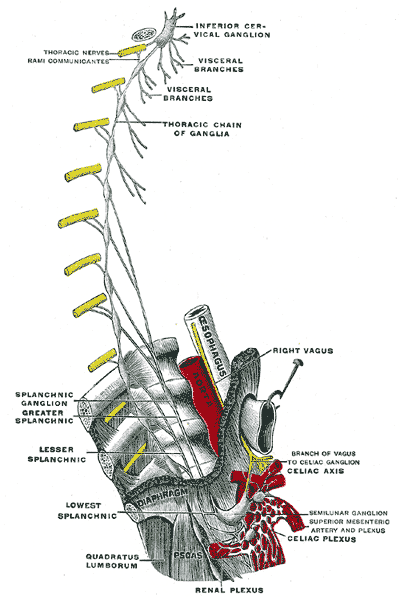
Portion thoracique du tronc sympathique droit

Le tronc sympathique est constitué par une chaîne de ganglions et de cordons nerveux. Il s'étend sur une ligne suivant la courbure du rachis, passant en avant des foramens intervertébraux et latéralement aux corps vertébraux. Il est constitué de 22 ganglions propres et d'un ganglion commun. On décrit trois ganglions cervicaux, onze thoraciques, quatre lombaires et quatre sacrés. L'unique ganglion coccygien, médian, est partagé avec le tronc sympathique controlatéral.

### Rameaux communicants
Le tronc sympathique est relié aux nerfs spinaux par le biais de cordons nerveux fins et courts, appelés rameaux communicants, dont il existe deux types, blancs et gris. Les lien rameaux communicants blancs contiennent les fibres en provenance ou à destination de la moelle spinale, transitant par la portion initiale des nerfs spinaux. Ces rameaux  sont au nombre de quatorze et sont issus des douze nerfs thoraciques et des deux premiers nerfs lombaires. Les lien rameaux communicants gris contiennent les fibres à destination de la peau et des vaisseaux innervés par les nerfs spinaux ; il y en a un pour chaque nerf, soit 31 en tout. Les nerfs cervicaux, lombaires 3 à 5, sacrés et coccygien ne « communiquent » avec le tronc sympathique qu'avec un rameau gris. Lorsque les rameaux blancs sont présents, ils sont situés latéralement aux rameaux gris.

### Branches nerveuses
En plus des rameaux communicants gris, le tronc sympathique donne plusieurs nerfs à destination des viscères du corps entier (en dehors du névraxe bien sûr) et de la peau et des vaisseaux de la tête qui ne sont pas innervés par les nerfs spinaux. Il s'agit essentiellement de branches carotidiennes pour la tête, de branches cardiaques, de plusieurs nerfs splanchniques à destination des viscères abdominaux.
Les nerfs splanchniques existent aux niveaux thoracique, lombaire et sacré ; les nerfs issus de la partie thoracique du tronc sympathique sont au nombre de trois, et sont nommés grand, petit et inférieur. L'ensemble des nerfs splanchniques se rejoint en avant du rachis et de l'aorte abdominale au niveau de plexus médians. Il en existe cinq principaux ; ce sont les plexus cœliaque, mésentérique supérieur, intermésentérique, mésentérique inférieur et hypogastrique supérieur. Ils se rejoignent également au niveau des plexus hypogastriques inférieurs, situés en avant des artères iliaques internes. Tous ces plexus sont formés par la réunion des fibres sympathiques issues du tronc sympathique, et des fibres parasympathiques issues des nerfs vague et splanchnique pelvien.

## Fonctionnement

Schéma des voies entre le tronc sympathique et un nerf thoracique droits (la disposition des rameaux communicants et du tronc sympathique est erronée)

Le tronc sympathique constitue une partie périphérique importante du système nerveux sympathique, étant donné que la totalité des fibres sympathiques passent par cette structure. Nous l'avons vu, les rameaux communicants blancs contiennent les fibres issues ou à destination de la moelle spinale ; les lien rameaux communicants gris et les différents nerfs contiennent quant à eux les fibres en rapport avec les viscères, la peau et les artères.
Le tronc sympathique contient des portions de neurones moteurs pré- et post-ganglionnaires, seuls les premiers étant myélinisés. Concernant les axones myélinisés des neurones préganglionnaires, ils ont pour origine la moelle spinale. Ils arrivent dans le tronc sympathique par les rameaux communicants blancs. Ces axones peuvent ensuite prendre deux voies différentes. Dans le premier cas, ils peuvent faire synapse dans un ganglion du tronc sympathique, qu'il soit d'un niveau supérieur, adjacent ou inférieur au rameau dont ils sont originaires. Dans le deuxième cas, ils peuvent quitter le tronc sympathique à un quelconque niveau, et former ensemble un nerf, comme le grand nerf splanchnique par exemple, pour faire synapse au niveau d'un ganglion prévertébral. Concernant les axones non myélinisés des neurones post-ganglionnaires, ils sont originaires des ganglions du tronc sympathique. Ils émergent soit par les rameaux communicants gris, soit par différents nerfs, comme les nerfs cardiaques par exemple. Le neurotransmetteur des synapses présentes dans le tronc sympathique est l'acétylcholine ; elle interagit avec un récepteur nicotinique.
Le tronc sympathique contient également des portions de neurones sensitifs issus des différents nerfs et des rameaux communicants gris. Ils passent dans le tronc sympathique sans faire synapse, et sortent par les rameaux communicants blancs, d'un niveau adjacent ou non, pour se rendre vers la moelle spinale.